# Terry McDermott (patinador)
Richard McDermott, conegut amb el nom de Terry McDermott   (Essexville, 20 de setembre de 1940 - 20 de maig de 2023) fou un patinador de velocitat sobre gel nord-americà que va competir durant la dècada de 1960.

## Carrera esportiva
Especialista en distàncies curtes, va participar en els Jocs Olímpics d'Hivern de 1960 realitzats a Squaw Valley (Estats Units) on finalitzà en setena posició en la prova de 500 metres. En els Jocs Olímpics d'Hivern de 1964 realitzats a Innsbruck (Àustria) aconseguí guanyar aquesta prova contra tot pronòstic, batent al campió del món Yevgeny Grishin, i establint un rècord olímpic. En els Jocs Olímpics d'Hivern de 1968 realitzats a Grenoble (França) aconseguí guanyar la medalla de plata.
En els Jocs Olímpics d'Hivern de 1980 realitzats a Lake Placid (Estats Units) fou l'encarregat de realitzar el Jurament Olímpic per part dels jutges.
El 1977 fou inclòs al National Speedskating Hall of Fame.